# Aerfer Leone
L'Aerfer Leone era un progetto di intercettore supersonico italiano, opera dell'ingegner Sergio Stefanutti. Nato come evoluzione dell'Ariete, il programma venne cancellato quando gli Stati Uniti imposero l'adozione dell'F-86 Sabre. Il prototipo era oramai realizzato circa all'80%. L'anno era il 1960.

## Storia del progetto
Dopo l'esperienza condotta con l'Ariete dotato di un turbogetto ausiliario Rolls-Royce Soar, Stefanutti decise di impiegare sul nuovo velivolo un motore a razzo a combustibile liquido di maggiore spinta, in aggiunta al turbogetto principale. Questo motore aveva anche il vantaggio di poter essere acceso e spento più volte, durante il volo. La propulsione ibrida razzo-reattore era all'epoca comune ad altri progetti, quali gli intercettori britannici Saunders-Roe SR.53 e SR-177; anche questo progetto, tuttavia, non raggiunse la produzione di serie.
Il nuovo intercettore, pienamente supersonico, rappresentava l'ultima evoluzione della serie di prototipi iniziata con il Sagittario verso un caccia di produzione. Era ampiamente riprogettato rispetto all'Ariete, con fusoliera più lunga, capacità di carburante incrementata, nuovo tettuccio, ala a freccia di 50° e presa d'aria con spina conica contenente il radar.
La propulsione ibrida aveva lo scopo di consentire la massima flessibilità d'impiego, combinando ampia autonomia in crociera con la spinta addizionale necessaria per il volo supersonico e l'intercettazione.
La costruzione del prototipo era prossima al completamento quando i finanziamenti furono dirottati ad un altro importante programma: quello di fabbricazione su licenza del missile terra-aria statunitense Hawk per la cui realizzazione dovette essere potenziata l'industria elettronica nazionale attraverso la creazione della Selenia.